# 引き裂かれたカーテン
『引き裂かれたカーテン』（ひきさかれたカーテン、Torn Curtain）は、1966年のアメリカ合衆国のスリラー映画。監督はアルフレッド・ヒッチコック、出演はポール・ニューマンとジュリー・アンドリュースなど。冷戦時代のドイツ民主共和国（東ドイツ）を舞台にしている。
長年ヒッチコック映画の音楽を担当してきたバーナード・ハーマンとは内容をめぐって対立し、以後完全に袂を分かった。このため、前作の『マーニー』がハーマンと組んだ最後の映画となった。

## ストーリー
原子物理学者マイケル・アームストロングは学術会議に出席するため、アシスタントで婚約者のサラ・シャーマンと共に船でコペンハーゲンに向かっていた。しかしコペンハーゲンに着く前、マイケルはある文書を受け取り、急に「ストックホルムで研究活動を続ける」と言い出した。コペンハーゲンに着いて早々、書店から受け取った本に隠された暗号に従い東ベルリン行の飛行機に乗るマイケルを不審に思ったサラは、彼のあとを追う。
到着した東ベルリンでは、西側記者も招いた記者会見でマイケルの亡命受け入れとカール・マルクス大学での教授職就任が大々的に発表される。困惑するサラを、東ドイツ保安省の役人ゲルハルトはマイケルと東側の研究に協力するのなら留まっても良いと諭す。しかし翌朝、マイケルはサラに「国に帰れ」と置き手紙を残し、監視役の目を感じつつ暗号が示した存在「π（パイ）」と接触するため、郊外の農園へと向かうのだった。
果たしてマイケルは売国奴なのか、科学者を装ったスパイだったのか。謎と危険に満ちた東側陣営の中で、サラは驚くべき事実を知る。

### ヒッチコックの登場シーン
コペンハーゲンのホテルのロビーで赤ん坊を膝に乗せて座っている。

## キャスト
| 役名                               | 俳優                         | 日本語吹替                         | 日本語吹替                           | 日本語吹替                   |
| 役名                               | 俳優                         | TBS版                              | フジテレビ版                         | ソフト版                     |
| ---------------------------------- | ---------------------------- | ---------------------------------- | ------------------------------------ | ---------------------------- |
| マイケル・アームストロング         | ポール・ニューマン           | 御木本伸介                         | 川合伸旺                             | 東地宏樹                     |
| サラ・ルイス・シャーマン           | ジュリー・アンドリュース     | 中西妙子                           | 弓恵子                               | 田中敦子                     |
| カール・マンフレッド教授           | ギュンター・シュトラック     | 滝口順平                           | 櫻片達雄                             | 浦山迅                       |
| ハインリッヒ・ゲルハルト保安省長官 | ハンスイェルク・フェルミー   | 西桂太                             | 糸博                                 | 竹本和正                     |
| グスターヴ・リント教授             | ルドウィヒ・ドナート         | 永井一郎                           | 永井一郎                             | 楠見尚巳                     |
| ヘルマン・グロメク                 | ヴォルフガング・キーリング   |                                    | 藤本譲                               | 佐藤祐四                     |
| クチンスカ伯爵夫人                 | リラ・ケドロヴァ             | 中村恵子                           |                                      | 唐沢潤                       |
| 農夫                               | モート・ミルズ               |                                    | 増岡弘                               | 真田五郎                     |
| 農夫の妻                           | キャロリン・コンウェル       | N/A                                | N/A                                  | N/A                          |
| コスカ医師                         | ギゼラ・フィッシャー         | 麻生美代子                         | 大方斐紗子                           |                              |
| ヤコビ（バスでの脱出協力者）       | デヴィッド・オパトッシュ     |                                    | 塩見竜介                             | 福田信昭                     |
| バレリーナ                         | タマラ・トゥマノワ           |                                    | 藤夏子                               | 大澤洋子                     |
| ヒューゴ（劇場からの脱出協力者）   | モーリス・ドナー             |                                    | 北村弘一                             |                              |
| ヴィンケルマン教授                 | ロバート・ブーン             |                                    | 北村弘一                             |                              |
| グートマン教授                     | ノーバート・シラー           |                                    | 村松康雄                             |                              |
| オトー・ハウプト（護衛）           | ハロルド・ディレンフォース   |                                    | 平林尚三                             |                              |
| フレディ（本屋）                   | アーサー・グールド＝ポーター |                                    | 加藤正之                             |                              |
| タクシー運転手                     | ピーター・ローレ・Jr         |                                    | 峰恵研                               |                              |
| グレーテル・コスカ                 | アンドレア・ダルビー         |                                    | 吉田理保子                           |                              |
| ホテル旅行案内係                   | エリック・ホランド           |                                    | 石森達幸                             |                              |
| 密航協力者                         | レスター・フレッチャー       |                                    | 仲木隆司                             |                              |
|                                    |                              |                                    |                                      |                              |
| 演出                               | 演出                         |                                    | 山田悦司                             |                              |
| 翻訳                               | 翻訳                         |                                    | 山田実                               |                              |
| 効果                               | 効果                         |                                    | 赤塚不二夫                           |                              |
| 調整                               | 調整                         |                                    | 坂巻四郎                             |                              |
| 制作                               | 制作                         |                                    | グロービジョン                       |                              |
| 解説                               | 解説                         |                                    | 高島忠夫                             |                              |
| 初回放送                           | 初回放送                     | 1969年10月6日 『月曜ロードショー』 | 1976年6月25日 『ゴールデン洋画劇場』 | 2012年11月2日 販売のBDに収録 |

## 作品の評価
Rotten Tomatoesによれば、30件の評論のうち高評価は67%にあたる20件で、平均点は10点満点中6.49点となっている。
Metacriticによれば、8件の評論のうち、高評価は2件、賛否混在は6件、低評価はなく、平均点は100点満点中55点となっている。

## 主な出版物ほか
主な出版物、映像作品（ビデオテープ、DVD）ほかを記述
- VHS 1993年3/15・USL-30072
- LD    1994年11/10・PILF-1895/2枚組（LDC DISCOUNTING ITEMS）
- DVD2002年8/23・UJSD-34094

（ユニバーサル・ピクチャーズ・ジャパン（株式会社））
映像特典
- ドキュメンタリー
- バーナード・ハーマンによる楽曲
- アート・ギャラリー
- 劇場用予告編

英語字幕/日本語字幕
- DVD2012年9/26・GNBF-2582

（NBC ユニバーサル・エンターテイメントジャパン）
- Blu-ray Disc2013年9/04・GNXF-1753

（NBC ユニバーサル・エンターテイメントジャパン）
- 日本語吹替収録（キャストの項目も参照）

ほか、多数